# Luisia recurva
Luisia recurva är en orkidéart som beskrevs av Gunnar Seidenfaden. Luisia recurva ingår i släktet Luisia och familjen orkidéer. Inga underarter finns listade i Catalogue of Life.